# Сале, Натали
Натали Сале (дат. Ida Charlotte Natalie Zahle , 11 июня 1827 — 11 августа 1913) — датский педагог, развивавшая женское образование в Дании. Основала в Копенгагене 1851 г. школу (N. Zahles Skole), существующую и поныне.

## Биография
Натали Сале родилась в 1827 г. в Хорсенсе. Её родителями были викарий Роскилле Эрнст Софус Вильгельм Сале и Вильгельмина Катарина Луиза Бёттгер.
В 1837 г. родители Натали умерли, и её воспитывали сначала бабушка и дедушка по материнской линии, потом её принял в свою семью зоолог Даниэль Эшрихт. Она получила образование в Døtreskolen af 1791, а в 1849 г. стала студенткой основанного за три года до этого Аннестиной Бейер «Высшего женского учебного заведения» — это было первое в Дании учебное заведение, предлагавшее женщинам профессиональное высшее образование. Закончив Den højere Dannelsesanstalt for Damer в 1851 г., в следующем году Натали открыла свою школу для подготовки учительниц.
Школа, названная по имени Натали Сале (N. Zahles Skole), с 1852 г. предназначалась для начального обучения и скоро стала известной. Вначале в ней училось 25 детей, затем их число возросло до 200. Натали ответственно относилась к выбору учителей. Многие известные датчанки были учениками этой школы или преподавали в ней. Она принимала учителями как образованных учителей, так и девушек без образования, Натали воспользовалась образом матери как самого лучшей учительницы, а школы — как дома, и современными представлениями о школе как об академическом учебном заведении с высокими требованиями к преподавателям. Считалось, что Натали сумела найти баланс между этими идеями, и это стало причиной её успеха. Она также смогла найти баланс между прежним представлением о том, что женщинам нужно образование для совершенствования в искусстве, с новой идеей, что женщины должны получать такое же образование, как и мужчины, чтобы быть творческими и волевыми профессионалами. Эти её идеи были названы двойной стратегией. До 1900 г. датское правительство мало занималось вопросами женского образования, поэтому школа Сале была новаторской. В ней с 1852 г. девочки получали начальное образование, в 1861 г. были открыты бесплатные курсы, в 1864 г. в школе были введены уроки гимнастики, с 1869 г. работала музыкальная школа, с 1877 г. — гимназия с подготовкой к поступлению в университеты, с 1875 г. ставшие доступными и для девушек. Натали
Также Натали не делала выбор между разными течениями феминизма, в разное время её ученицами были активные участницы женского движения Анна Худе, Ида Фальбе-Хансен, Лис Якобсен, Ингрид Йесперсен, Эрна Юэль-Хансен, Теодора Ланг. Натали Сале считалась пионером женского движения, хотя занималась только образованием женщин и никогда не участвовала в публичной деятельности.
В 1891 г. Натали Сале была награждена золотой медалью за заслуги.
Натали Сале умерла в 1913 г. В 1916 г. в её честь в Копенгагене в парке Эрстеда открыт Мемориал Натали Сале.